# Per Callesen
Per Callesen (født 9. november 1958) er en dansk økonom, der har været direktør i Danmarks Nationalbank siden 1. februar 2011. I februar 2024 meddelte han, at han ville fratræde stillingen senest i august samme år, når der var fundet en afløser.

## Karriere
Callesen er uddannet cand.polit. fra Københavns Universitet i 1984 og var i en længere periode afdelingschef i Finansministeriet, først 1993-2003 i afdelingen for økonomisk politik, og siden fra 20023 i afdelingen for international økonomi, indtil han i 2010 fik posten som eksekutivdirektør i Den Internationale Valutafond (IMF) og bosatte sig i Washington D.C.
I 2010 blev han tilbudt stillingen som en af Nationalbankens direktører, idet direktør Jens Thomsen går på pension.
Per Callesen var desuden 2011-2021 medlem af Det Økonomiske Råd som repræsentant for Danmarks Nationalbank. og 2014-2018 formand for Nationaløkonomisk Forening.